# Lámpara de bronceado

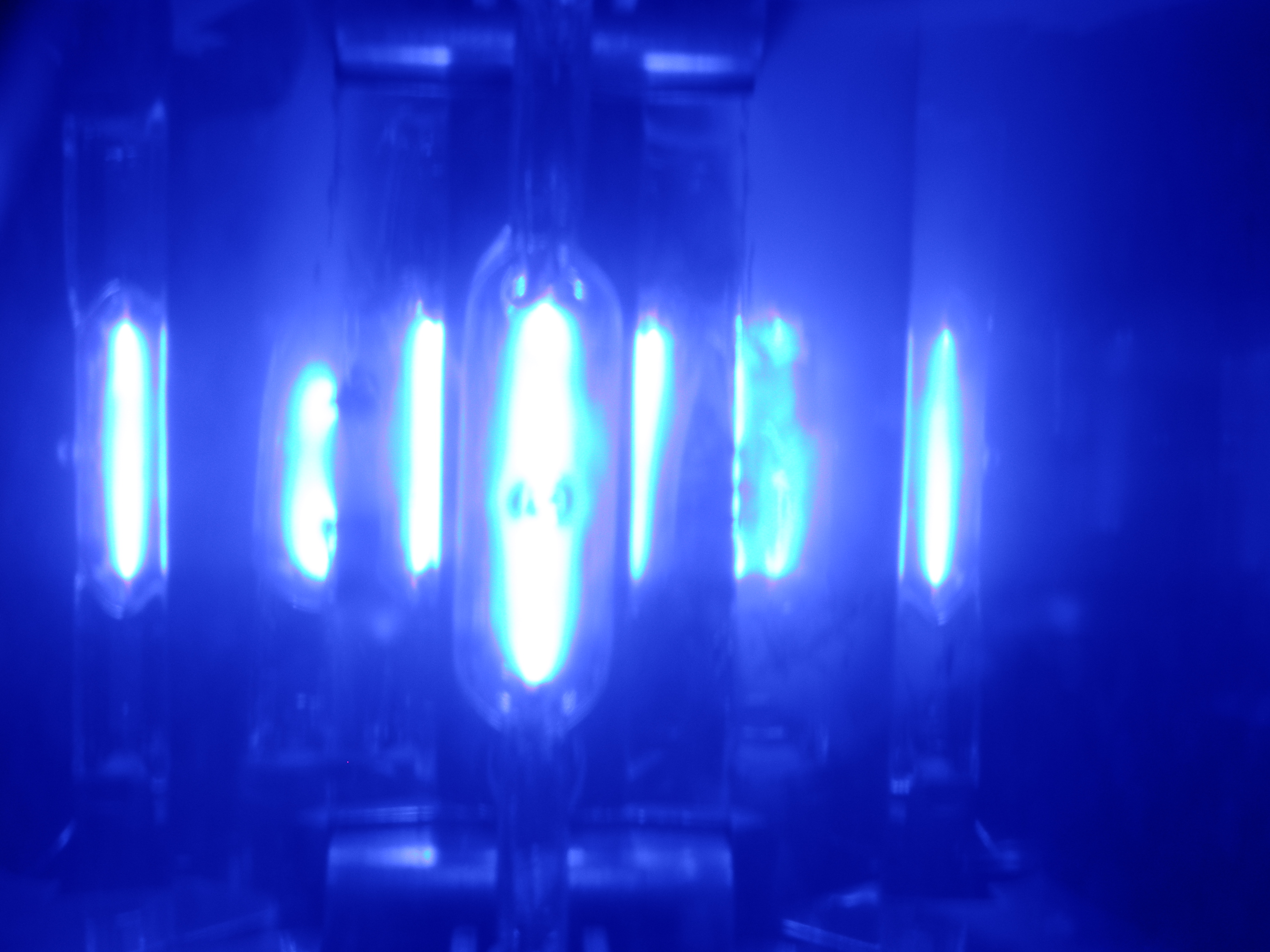
Una lámpara de bronceado de alta presión encendida

Las lámparas de bronceado son la parte principal de cualquier dispositivo de bronceado que produce luz ultravioleta responsable del bronceado. Existen cientos de diferentes tipos de lámparas de bronceado, la mayoría de las cuales se pueden clasificar en dos grupos básicos: baja presión y alta presión. Dentro de la industria, es común llamar "bombillas" de unidades de alta presión y "lámparas" de unidades de baja presión, aunque hay muchas excepciones y no todos siguen este ejemplo. Ambos tipos requieren un ambiente libre de oxígeno dentro de la lámpara.
Las lámparas fluorescentes de bronceado requieren un balasto eléctrico para limitar la cantidad de corriente que pasa a través de la lámpara. Mientras que la resistencia de un filamento en las lámparas incandescentes limita inherentemente la corriente dentro de ella, las lámparas de bronceado no poseen y en su lugar tienen resistencia negativa. Son dispositivos de plasma, como un letrero de neón, y pasarán tanta corriente como el circuito externo proporcione, incluso hasta el punto de la autodestrucción. Por lo tanto, se precisa de una carga para regular la corriente a través de ellas.
Las lámparas de bronceado se instalan en las camas de bronceado, en las cabinas de bronceado, en las cubiertas de bronceado o en las unidades de bronceado de lámpara única. La calidad del bronceado (o cuán similar es a un bronceado del sol natural) depende del espectro de la luz que se genera a partir de dichas lámparas.